# Światło i dźwięk

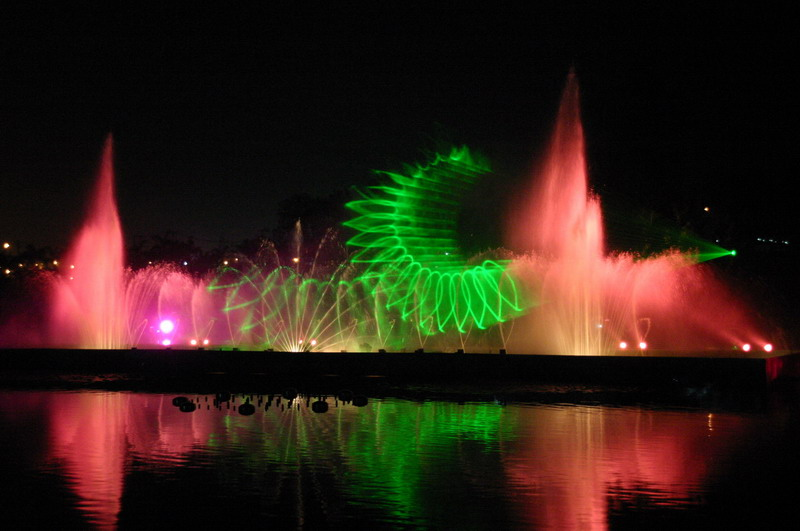
Pokaz światła i dźwięku podczas Expo 2006

Światło i dźwięk (fr. son et lumière, ang. sound and light show) – rodzaj nocnego spektaklu, prezentowanego na wolnym powietrzu.

## Historia
Specjalne efekty świetlne wyświetlane są na ścianach i fasadach budynku lub ruin i odpowiednio zgrane z narracją i muzyką dla podkreślenia nastroju. Wynalazek ten przypisywany jest Paulowi Robert-Houdiniemu, który był kustoszem na zamku w Chambord we Francji i dzięki niemu taki spektakl odbył się tam po raz pierwszy w 1952 r. Następne tego rodzaju przedstawienie miało miejsce na początku lat 60. XX w. przy Wielkiej piramidzie w Gizie w Egipcie.
Spektakle Światło i dźwięk stały się w szybko bardzo popularne jako pasujące do zabytkowej architektury i ruin. Szczególną popularnością cieszyły się we Francji, gdzie w krótkim czasie około 50 obiektów posiadało tego typu atrakcje, szczególnie w Dolinie Loary, jak i Wersal czy Les Invalides w Paryżu.
Forma spektaklu nie wymaga aktywnego udziału aktorów, a jedynie nagranej narracji opowiadającej o historii budynku z udziałem jednego lub wielu głosów. Do tego dodany jest podkład dźwiękowy zsynchronizowany z efektami świetlnymi dającymi oprawę wizualną. W niektórych przedstawieniach wykorzystywane są także efekty pirotechniczne.
Stosunkowo nowa forma tego typu przedstawień pojawiła się w Stanach Zjednoczonych w Filadelfii, gdzie w spektaklu pt. "Lights of Liberty" wykorzystywane są słuchawki, co umożliwia widzom przemieszczanie się w czasie jego trwania.

## Spektakle na świecie
O ile we Francji światło i dźwięk to popularne imprezy związane z zamkami i pałacami, to w Wielkiej Brytanii związane są one z kościołami, katedrami i opactwami.
Wyraźnie preferowane są tu spektakle we wnętrzach, choć są organizowane także na zewnątrz różnych obiektów takich jak: Opactwo Tewkesbury, Gloucestershire, katedra św. Pawła w Londynie, Hampton Court Palace, Middlesex, oraz w Chartwell w wiejskim domu Winstona Churchilla. Pierwszy spektakl w Wielkiej Brytanii odbył się w roku 1957 przy pałacu Greenwich w południowym Londynie. Od roku 2006 takie spektakle odbywają się też w Walii w zamku Caernarfon.
Światło i dźwięk odbywa się także w Koloseum w Rzymie i na Partenonie w Atenach. Do Austrii widowiska te przywędrowały w 1960, do Finlandii w 1967, natomiast do byłego Związku Radzieckiego w 1979.
W Ameryce Północnej w Stanach Zjednoczonych pierwsze przedstawienie miało miejsce w 1962 w Filadelfii, a w 1961 w Afryce w Gizie. Natomiast w Azji pierwszy raz w 1965 w Indiach iluminowano Red Fort w Delhi.
Do Polski moda na światło i dźwięk przyszła w 1975 i takie imprezy odbywały się cyklicznie co najmniej na kilku obiektach, z czego najbardziej znane to odbywające się do dziś "Krzyżem i mieczem" na zamku w Malborku, przy Ratuszu w Poznaniu, na zamku w Gniewie czy w czasie Jarmarku Dominikańskiego w Gdańsku.